# Derolus duffyi
Derolus duffyi es una especie de escarabajo longicornio del género Derolus, tribu Cerambycini, subfamilia Cerambycinae. Fue descrita científicamente por Breuning en 1961.

## Descripción
Mide 13-18 milímetros de longitud.

## Distribución
Se distribuye por Botsuana, Etiopía, Malaui, Namibia, República de Sudáfrica, Tanzania y Zimbabue.